# Cueillette de champignons

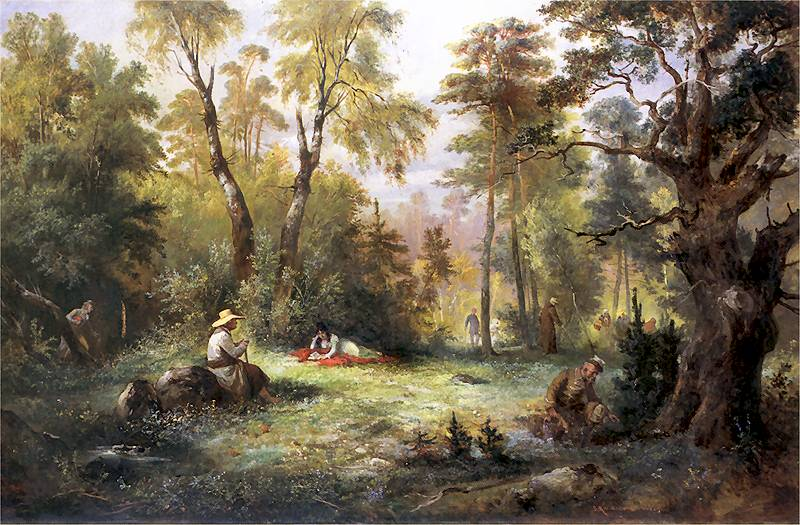
Scène de cueillette, illustration du poème Pan Tadeusz par (vers 1860).

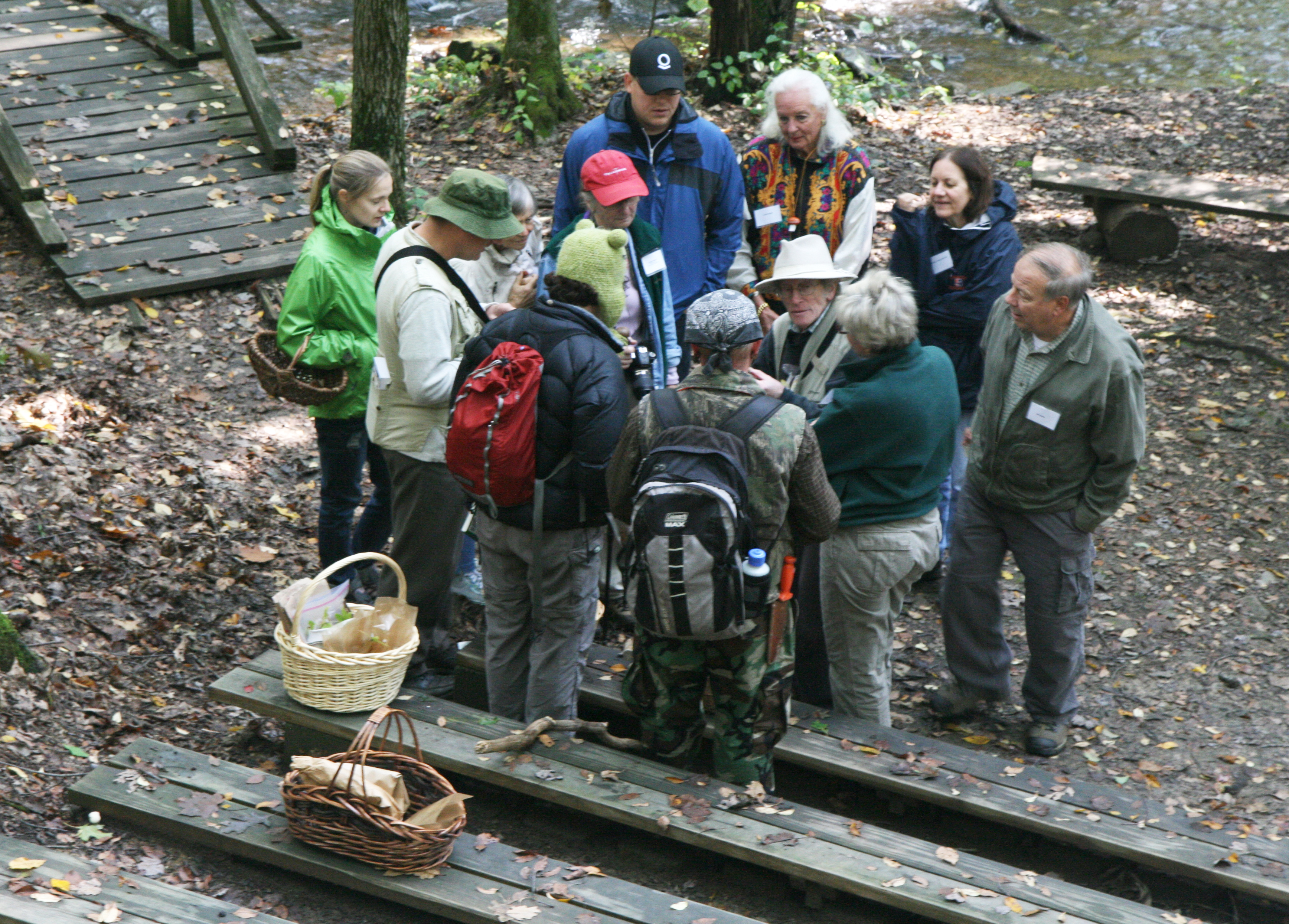
La récolte peut s'effectuer lors d'une excursion ou une prospection mycologique.

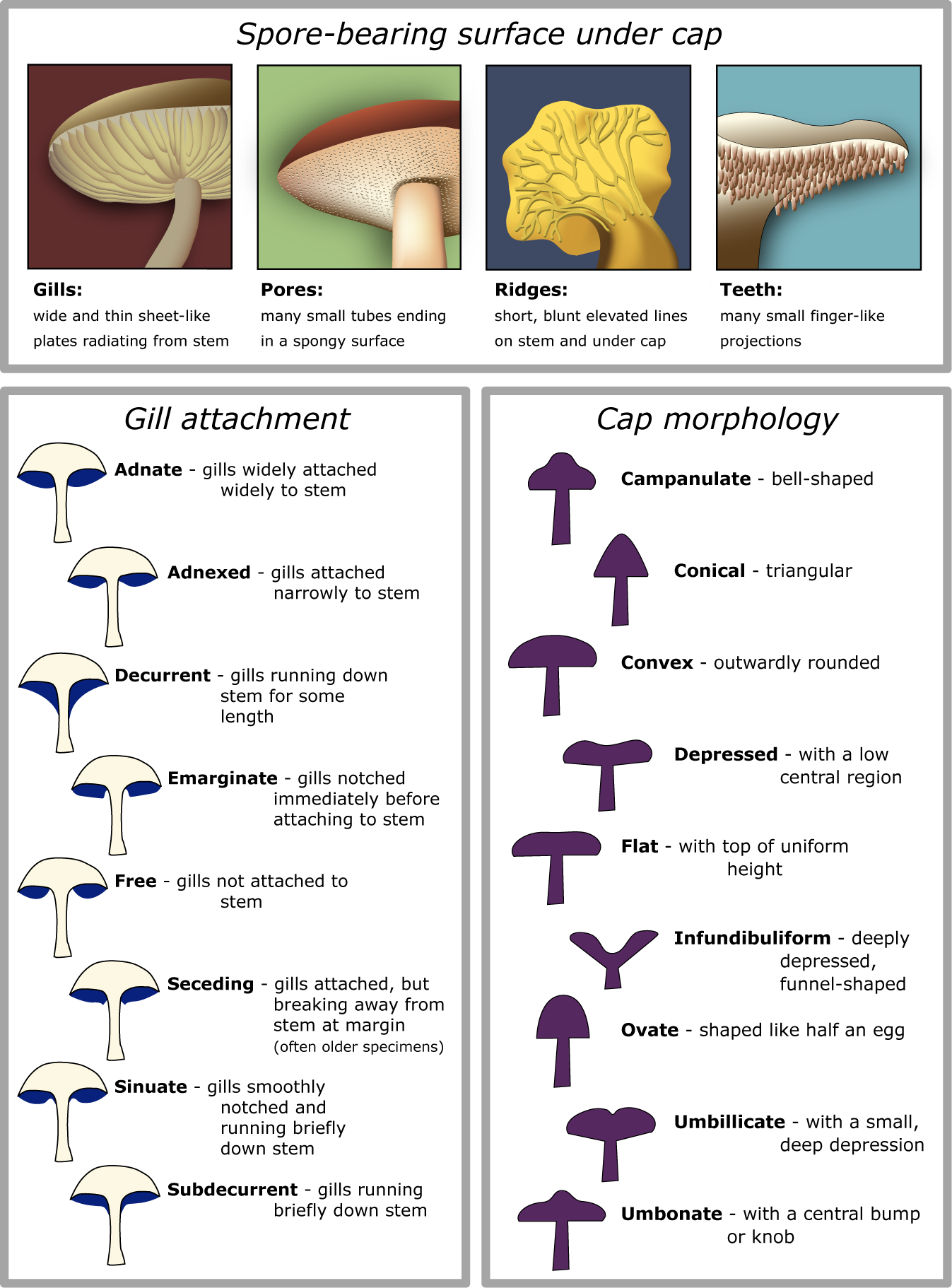
Les critères morphologiques externes font partie de ceux qui sont utilisés pour classer et reconnaître les champignons.

La cueillette de champignons, appelée aussi chasse aux champignons ou récolte de champignons, désigne la collecte de champignons « supérieurs » dans la nature, généralement en forêt. Il s'agit principalement de champignons comestibles à usage domestique ou dans un but commercial, plus rarement de champignons hallucinogènes ou médicinaux. La cueillette concerne également les mycologues qui déterminent les espèces au cours d'excursions mycologiques, ou encore la prospection pour la mise en marché de champignons dans des domaines innovants (cosméceutique (en), pharmaceutique, nutraceutique, etc.).
Le cueilleur ou chasseur de champignons, avec sa technique et son équipement, visite ses stations (ses « coins à champignons » ou « spots » de récoltes) qu'il se garde parfois jalousement, bien que des cartes interactives de géolocalisation soient créées pour que chacun partage ses meilleurs spots afin d'aider les néophytes et encourager les spécialistes à dépasser la tradition du secret.

## Aspects historiques
Des traces archéologiques révèlent la cueillette et la consommation de champignons comestibles sauvages au Chili il y a 13 000 ans. Leur récolte et leur consommation est attestée en Chine il y a 6 à 7 000 ans. Ötzi (5 350–5 100 ans AP) possédait sur lui des polypores du bouleau probablement à usage médicinal, et de l'amadou, allume-feu. Les civilisations grecques et romaines pratiquent également la cueillette de champignons forestiers, plus appréciés des classes élevées de la société, comme en témoigne encore le nom de l'amanite des Césars.
Les champignons font partie jusqu'au XIXe siècle des aliments qui, par le biais de l'autoconsommation, complètent le régime alimentaire des paysans. Ils peuvent même constituer dans les campagnes un aliment de substitution pour faire face aux difficultés et aux menaces de disettes. Leur récolte dans un but commercial se développe depuis la révolution industrielle.
Les macrochampignons récoltés en forêt sont aujourd'hui considérés comme des produits forestiers non ligneux pour l'évaluation des productions forestières de la FAO, et sont, parmi ces produits, ceux qui ont le plus de valeur avec un grand potentiel pour l'expansion commerciale. La récolte et la commercialisation des champignons sont une activité traditionnelle importante dans plusieurs pays et représentent aujourd'hui une véritable « myco-économie » pour certaines régions. En 2006, la valeur des récoltes des champignons en milieu naturel est estimée à plus de 2,4 milliards de dollars (valeur approximative en raison de l'autoconsommation difficile à quantifier et de la dispersion des points de vente), plus de la moitié étant des chanterelles. En France, l'Office national des forêts estime la récolte des champignons sylvestres à 5 000 tonnes en bonne année, mais une grande partie (peut-être la moitié) est autoconsommée, échappant ainsi au circuit de la commercialisation, et les volumes commercialisés pourraient être deux fois plus élevés en raison des ventes en direct.

## Identification
L'identification des champignons fait appel à quatre sens : la vision pour déterminer leurs critères diagnostiques morphologiques (dimensions, formes et couleurs du chapeau, du stipe, des lames ou des tubes, caractères fugaces…), l'odorat (le froissement des lames — tubes, aiguillons — permet de dégager des odeurs de farine — certains Agrocybes ou Clitocybes, de fruit — pomme chez certaines Russules, poire chez certains Cortinaires et Inocybes, abricot ou mirabelle chez les chanterelles, de gaz d'éclairage — certains Tricholomes, coprins, de camphre — certains Cortinaires…), le goût (les mycologues sondent de la langue les spécimens, même les mortels, ou en mâchent un tout petit morceau avant de les recracher, ainsi que la salive) et le toucher (la texture fibreuse ou grenue évaluée visuellement mais aussi en bouche (en), la consistance de la chair pouvant être ferme, coriace, caoutchouteuse, gélatineuse, spongieuse, membraneuse, cireuse, visqueuse, etc., qui sont modifiées à la cuisson). Le ramasseur peut se faire aider de guides d'identification des champignons comestibles, non comestibles et vénéneux (en).

## Législation
Les prélèvements en grande quantité, voire la « sur-récolte », entraînent des atteintes à la biodiversité forestière, des troubles à l’ordre public, voire des infractions plus graves (destruction, dégradation …). La cueillette des champignons, qu'elle soit familiale ou commerciale, peut ainsi être réglementée.
En France, la législation du champignon change suivant que celui-ci est cultivé ou accessible à l'état naturel, et dans ce dernier cas, suivant qu'il est forestier ou des champs, par exemple. En particulier, la cueillette des champignons est d'abord subordonnée à l'autorisation du propriétaire, privé comme public, car le champignon est un produit du sol, et donc propriété du propriétaire du sol. Le cueilleur doit se renseigner sur la législation locale s'il s'agit d'une forêt domaniale ou d'une forêt des collectivités territoriales. Dans les forêts publiques, la cueillette pour une consommation personnelle est en général admise par les représentants de l’Office national des forêts. Dans certains département, des limites de cueillette sont fixées selon les dispositions des arrêtés préfectoraux, municipaux, des règlements du parc naturel, et peuvent aller jusqu'à une interdiction totale. Enfin des règles spéciales existent pour des raisons de santé publique pour certains champignons.
En Suisse, le code civil permet la cueillette même dans les forêts privées. La législation cantonale peut frapper la cueillette de certaines restrictions de jour, d'heure, de groupe ou de quantité, mais aussi ne pas la réglementer du tout.
En Finlande, le droit de tout un chacun autorise quiconque à cueillir les champignons .
Il n'y également aucune réglementation au Canada concernant la cueillette, sauf dans certaines réserves ou parcs fédéraux ou provinciaux.

## Équipement

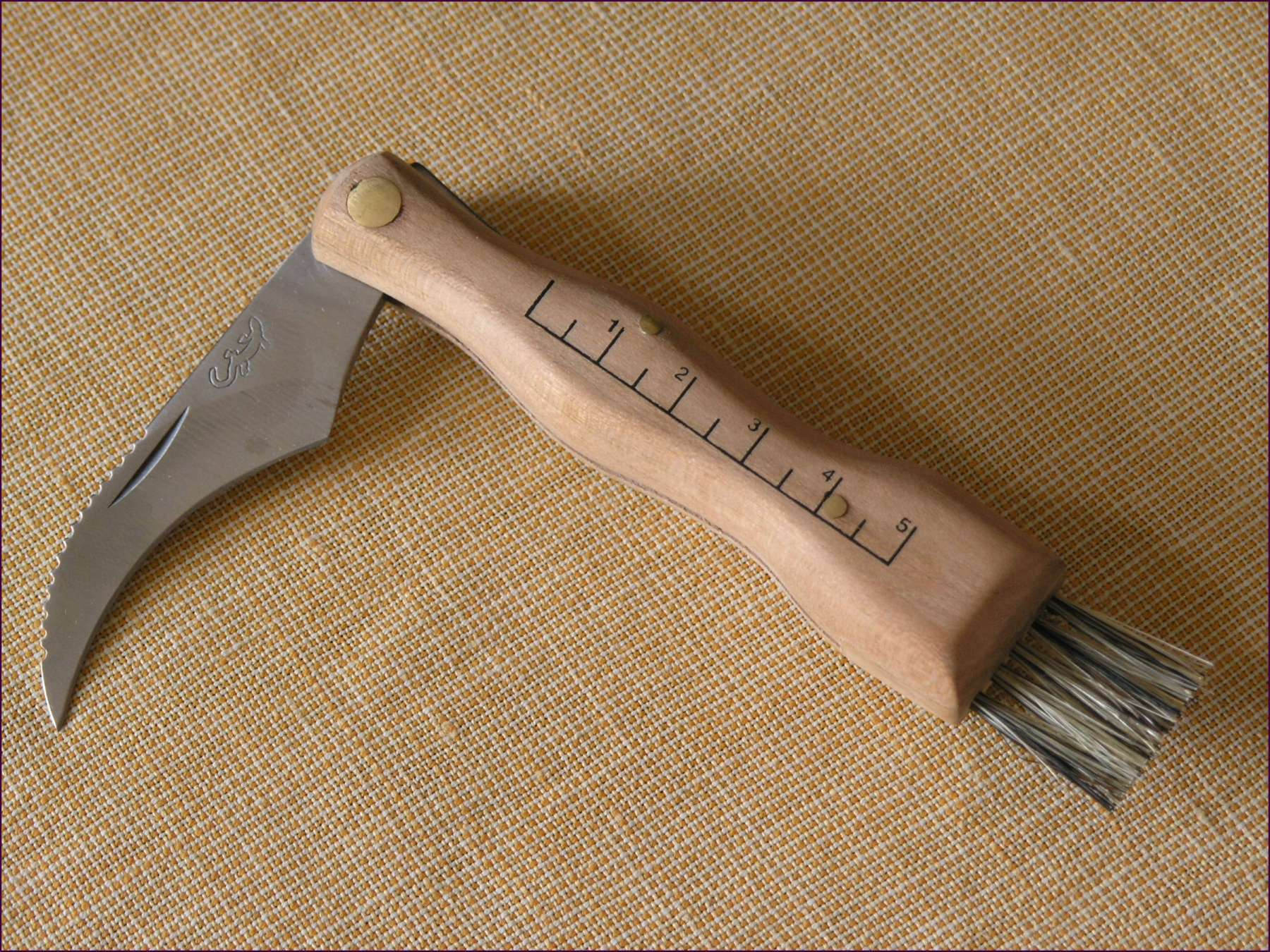
Couteau à champignons à lame pliable, à manche en bois gradué et à pinceau rigide pour nettoyer les sporophores.

Les outils du « parfait cueilleur » sont un panier d'osier, en fil grillagé ou un panier en plastique troué, le plus plat possible pour éviter de superposer les champignons, pour les aérer et favoriser la dissémination de leurs spores pendant l'excursion (bannir les sacs en plastique qui entassent les champignons fragiles et induisent la production de toxines et des fermentations fongiques et bactériennes qui provoquent un ramollissement des sporophores devenant hygrophanes, pouvant induire le syndrome du sac en plastique) ; des sacs en papier brun pour y déposer les champignons qu'on souhaite identifier à la maison ; un bâton ou une canne pour écarter herbes, fougères ou branches basses et dénicher les champignons qui pourraient y être cachés ; un couteau à champignons (de), muni d'une brosse, pour couper les pieds ou gratter la terre adhérente ; un guide d'identification des champignons comestibles, non comestibles et vénéneux ; une loupe pliante grossissant dix fois pour approfondir les observations.

## Technique
Il est préférable de récolter les sujets assez jeunes (chair plus ferme, parfum plus agréable et saveur plus délicate), sains et entiers, les vieux étant souvent indigestes, véreux, et parfois toxiques (la chair en se dégradant produit sous l'action des enzymes protéolytiques bactériennes, des ptomaïnes, alcaloïdes toxiques de type putrescine, cadavérine). Il est cependant plus prudent d'éviter les sujets trop jeunes, insuffisamment développés et par conséquent difficiles à reconnaître avec sécurité (risque de confusion avec des champignons toxiques).
Au sein des cercles mycologiques, il existe deux écoles qui s'opposent sur la manière de prélever les champignons : couper la base du pied au couteau ou cueillir à la main en exerçant une rotation du pied avant de tirer. Les arguments de ces écoles portent principalement sur l'influence de ces deux techniques sur le mycélium souterrain qui peut permettre la repousse ou sur la pourriture de la partie restante au sol pouvant entraîner une contamination. Différentes études, ne montrent pas de différences significatives entre ces deux méthodes, notamment en raison des propriétés d'extension et de forte régénération du mycélium. En pratique, l'emploi de la technique dépend des espèces : il est ainsi recommandé de couper au couteau les champignons au pied profondément enterré (par exemple les bolets, l'arrachage à la main endommageant leur mycélium souterrain), de cueillir à la main ceux qui sont posés sur le substrat, avec un mycélium superficiel (par exemple les chanterelles) voire de les arracher pour facilite leur détermination (critères d'identification au niveau de la base du pied). Quelle que soit la technique, il est préférable de boucher le trou laissé par le prélèvement du champignon avec du substrat pour ne pas laisser le mycélium à nu et éviter sa dessiccation.

## Nombre d'espèces récoltées

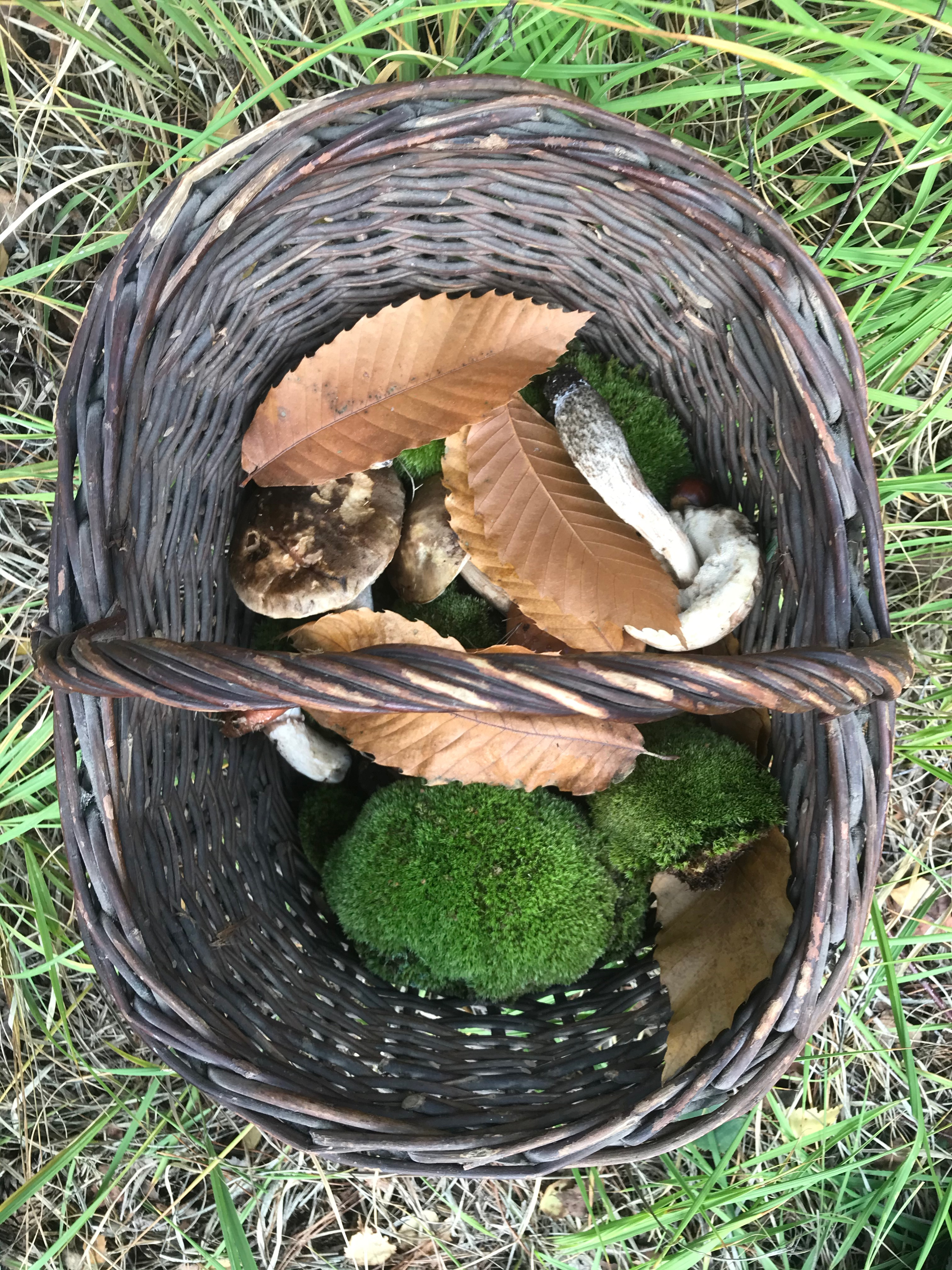
Panier après une cueillette de champignons, on observe notamment des cèpes.

Généralement les amateurs de champignons ou mycophages se contentent de connaître cinq ou six espèces, rarement plus, et généralement récoltées en automne. Les champignons comestibles d'une région peuvent être identifiés en faisant appel à la connaissance locale et scientifique mais aucun système n'est infaillible : des pratiques locales souvent basées sur la preuve empirique de comestibilité reposent parfois sur des croyances locales qui peuvent faussement exclure des espèces comestibles. Les personnes qui désirent approfondir leurs connaissances peuvent se faire aider d'experts lors des excursions mycologiques ou utiliser des guides de champignons qui ont le défaut d'être trop complets ou trop incomplets, voire de donner des informations contradictoires sur la comestibilité d'une même espèce.
Sur les 100 000 espèces de champignons répertoriées dans le monde en 2015, « près de 10 000 produisent des fructifications à l'œil nu, un peu plus de 1 100 sont comestibles et consommés comme aliments, et environ 500 sont utilisés comme remèdes dans la médecine traditionnelle de tous les pays en développement ».

Selon l'inventaire mycologique national, la France compterait 25 à 30 000 espèces de macrochampignons (chiffre à rapprocher de celui de la flore française qui compte environ 6 000 espèces de plantes sauvages) mais le fichier de la société mycologique de France n'en recense en 2010 que 14 000 espèces, dont 1 160 comestibles (la majorité étant des comestibles médiocres non consommés, une centaine de comestibles potables et une trentaine d'excellents avec leur goût propre), 240 toxiques, 29 mortels,.

## Saisonnalité
D'une manière générale, presque tous les mois de l'année permettent de cueillir des champignons. Une croyance populaire veut que la lune montante aurait une influence positive sur les poussées de champignons et la croissance des carpophores ou que la pleine lune influencerait le cycle d'érection des champignons. La récolte en fonction du calendrier lunaire est cependant une pratique relevant du mythe comme le montrent les résultats de recherches scientifiques.
Le calendrier des comestibles en France est le suivant, :
| Janvier | Février | Mars | Avril |
| - Collybie à pied velouté - Oreille-de-judas - Pleurote en huître - Truffe noire - Truffe de Bourgogne - Pézize écarlate - Bolet des chênes verts - Chanterelle en tube - Chanterelle jaune - Pied-de-mouton - Pied bleu - Pied violet - Lépiste sordide (Petit Pied-bleu) | - Collybie à pied velouté - Oreille-de-judas - Pleurote en huître - Truffe noire - Pézize écarlate | - Truffe noire - Oreille-de-judas - Pézize écarlate - Hygrophore de Mars (charbonnier de printemps) - Morilles blondes - Morilles noires - Morillon - Verpe de bohème - Pézize veinée (Oreille-de-cochon) - Bolet des chênes verts - Collybie comestible | - Pézize écarlate - Oreille-de-judas - Hygrophore de Mars (charbonnier de printemps) - Morilles blondes - Morilles noires - Morillon - Verpe de bohème - Pézize veinée (Oreille-de-cochon) - Entolome en bouclier - Tricholome de la St Georges (Mousseron) - Pholiote du peuplier (Piboulade) - Polypore soufré - Polypore écailleux - Strophaire lie-de-vin (Cèpe de paille) - Collybie comestible - Vesse-de-loup ciselée - Vesse-de-loup plombée |
| Mai | Juin | Juillet | Août |
| - Morilles blondes - Morilles noires - Verpe de bohème - Entolome en bouclier - Tricholome de la St Georges (Mousseron) - Marasme des Oréades (Faux-Mousseron) - Pholiote du peuplier (Piboulade) - Pholiote changeante - Polypore soufré - Polypore écailleux - Strophaire lie-de-vin (Cèpe de paille) - Girolle pruineuse - Truffe d'été - Pleurote en corne d'abondance - Pleurote pulmonaire - Bolet royal - Oreille-de-judas - Collybie comestible - Vesse-de-loup ciselée - Vesse-de-loup plombée | - Polypore écailleux - Polypore en ombelle - Pholiote changeante - Marasme des Oréades (Faux-Mousseron) - Cèpe d'été - Cèpe des pins - Bolet à pied rouge - Bolet blafard - Bolet de Quélet - Bolet rude (Pible gris) - Bolet orangé (Pible) - Bolet granulé (Pissacan) - Bolet royal - Bolet faux-royal - Bolet appendiculé - Bolet des sapins - Bolet châtain - Girolle - Girolle pruineuse - Truffe d'été - Russule charbonnière - Russule verdoyante (Palomet) - Russule jambon - Russule dorée - Russule grise - Russule hétérophylle - Lactaire à lait abondant (Vachotte) - Agaric géant des prés - Agaric auguste - Agaric bispore (Champignon de Paris) - Pleurote en corne d'abondance - Pleurote pulmonaire - Amanite des Césars (Oronge) - Amanite rougissante (Golmotte) - Amanites vaginées (Coucoumelles) - Amanite safran - Vesse-de-loup ciselée - Vesse-de-loup plombée | - Pholiote du peuplier (Piboulade) - Pholiote changeante - Pholiote ridée - Polypore en ombelle - Pleurote pulmonaire - Marasme des Oréades (Faux-Mousseron) - Cèpe d'été - Cèpe bronzé - Cèpe des pins - Cèpe de Bordeaux - Bolet à pied rouge - Bolet blafard - Bolet de Quélet - Bolet rude (Pible gris) - Bolet orangé (Pible) - Bolet granulé (Pissacan) - Bolet royal - Bolet faux-royal - Bolet appendiculé - Bolet des sapins - Bolet indigotier - Bolet châtain - Girolle - Girolle pruineuse - Girolle améthyste - Girolle ferrugineuse - Chanterelle sinueuse - Chanterelle violette - Truffe d'été - Agaric champêtre (Rosé-des-prés) - Agaric des jachères - Agaric géant des prés - Agaric auguste - Lactaire à lait abondant (Vachotte) - Lactaire velours - Russule charbonnière - Russule verdoyante (Palomet) - Russule jambon - Russule belette - Russule dorée - Russule grise - Russule des épicéas - Russule vineuse - Russule hétérophylle - Amanite des Césars (Oronge) - Amanite rougissante (Golmotte) - Amanites vaginées (Coucoumelles) - Amanite safran - Vesse-de-loup géante - Vesse-de-loup ciselée - Vesse-de-loup plombée - Guépinie en Helvelle | - Pholiote du peuplier (Piboulade) - Pholiote changeante - Pholiote ridée - Polypore soufré - Polypore écailleux - Polypore en ombelle - Polypore des brebis - Pleurote en huître - Pleurote pulmonaire - Langue-de-boeuf - Strophaire lie-de-vin (Cèpe de paille) - Marasme des Oréades (Faux-Mousseron) - Cèpe de Bordeaux - Cèpe d'été - Cèpe bronzé - Cèpe des pins - Bolet bai - Bolet à pied rouge - Bolet blafard - Bolet de Quélet - Bolet rude (Pible gris) - Bolet orangé (Pible) - Bolet granulé (Pissacan) - Bolet jaune (Nonnette voilée) - Bolet royal - Bolet faux-royal - Bolet des sapins - Bolet appendiculé - Bolet indigotier - Bolet châtain - Girolle - Girolle pruineuse - Girolle améthyste - Girolle ferrugineuse - Trompette de la Mort - Chanterelle en tube - Chanterelle jaune - Chanterelle sinueuse - Chanterelle cendrée - Chanterelle noircissante - Chanterelle violette - Agaric champêtre (Rosé-des-prés) - Agaric des jachères - Agaric des bois - Agaric des forêts - Agaric auguste - Lactaire à lait abondant (Vachotte) - Lactaire velours - Russule charbonnière - Russule verdoyante (Palomet) - Russule jambon - Russule belette - Russule dorée - Russule grise - Russule des épicéas - Russule vineuse - Russule hétérophylle - Amanite des Césars (Oronge) - Amanite rougissante (Golmotte) - Amanites vaginées (Coucoumelles) - Amanite safran - Amanite impériale - Vesse-de-loup perlée - Vesse-de-loup géante - Vesse-de-loup en poire - Vesse-de-loup en coupe - Vesse-de-loup ciselée - Vesse-de-loup des prés - Vesse-de-loup plombée - Hydne imbriqué (Écailleux) - Pied-de-mouton - Pied-de-mouton roux - Gomphide glutineux (Muffle-de-vache) - Guépinie en Helvelle - Sparassis crépu (Choux-fleur) - Clavaire Chou-Fleur - Coprin chevelu - Lépiote élevée (Coulemelle) - Clitocybe anisé - Hygrophore des bois - Clitopile petite prune (Meunier) |
| Septembre | Octobre | Novembre | Décembre |
| - Pholiote du peuplier (Piboulade) - Pholiote changeante - Pholiote ridée - Polypore soufré - Polypore écailleux - Polypore des brebis - Polypore en touffes (Poule des bois) - Langue-de-boeuf - Pleurote en huître - Pleurote pulmonaire - Strophaire lie-de-vin (Cèpe de paille) - Marasme des Oréades (Faux-Mousseron) - Cèpe de Bordeaux - Cèpe d'été - Cèpe bronzé - Cèpe des pins - Bolet bai - Bolet à pied rouge - Bolet dépoli - Bolet rude (Pible gris) - Bolet orangé (Pible) - Bolet blafard - Bolet de Quélet - Bolet granulé (Pissacan) - Bolet jaune (Nonnette voilée) - Bolet appendiculé - Bolet des sapins - Bolet royal - Bolet faux-royal - Bolet indigotier - Bolet châtain - Girolle - Girolle améthyste - Girolle ferrugineuse - Trompette de la Mort - Chanterelle en tube - Chanterelle jaune - Chanterelle sinueuse - Chanterelle cendrée - Chanterelle noircissante - Chanterelle violette - Agaric champêtre (Rosé-des-prés) - Agaric des jachères - Agaric des bois - Agaric des forêts - Agaric auguste - Lactaire à lait abondant (Vachotte) - Russule charbonnière - Russule verdoyante (Palomet) - Russule jambon - Russule belette - Russule écrevisse - Russule dorée - Russule grise - Russule des épicéas - Russule vineuse - Russule hétérophylle - Amanite des Césars (Oronge) - Amanite rougissante (Golmotte) - Amanites vaginées (Coucoumelles) - Amanite safran - Amanite impériale - Vesse-de-loup perlée - Vesse-de-loup géante - Vesse-de-loup en poire - Vesse-de-loup en coupe - Vesse-de-loup ciselée - Vesse-de-loup des prés - Vesse-de-loup plombée - Hydne imbriqué (Écailleux) - Pied-de-mouton - Pied-de-mouton roux - Gomphide glutineux (Muffle-de-vache) - Guépinie en Helvelle - Sparassis crépu (Choux-fleur) - Clavaire Chou-Fleur - Coprin chevelu - Lépiote élevée (Coulemelle) - Lépiote mamelonnée - Lépiote déguenillée - Lactaire délicieux - Lactaire sanguin - Lactaire semi-sanguin - Lactaire velours - Clitocybe anisé - Pézize orangée - Cortinaire remarquable - Laccaire améthyste - Laccaire bicolore - Laccaire laqué - Clitopile petite prune (Meunier) - Tricholome colombette - Tricholome en touffes - Tricholome à gouttelettes (Argouanne) - Lépiste à odeur d'iris - Hygrophore des bois | - Pholiote du peuplier (Piboulade) - Pholiote changeante - Pholiote ridée - Polypore soufré - Polypore écailleux - Polypore en touffes (Poule des bois) - Langue-de-boeuf - Pleurote en huître - Pleurote pulmonaire - Pleurote du Panicaut - Strophaire lie-de-vin (Cèpe de paille) - Marasme des Oréades (Faux-Mousseron) - Cèpe de Bordeaux - Cèpe d'été - Cèpe bronzé - Cèpe des pins - Bolet bai - Bolet à pied rouge - Bolet dépoli - Bolet rude (Pible gris) - Bolet orangé (Pible) - Bolet de Quélet - Bolet granulé (Pissacan) - Bolet jaune (Nonnette voilée) - Bolet appendiculé - Bolet des sapins - Bolet royal - Bolet faux-royal - Bolet indigotier - Bolet châtain - Girolle - Girolle pruineuse - Girolle améthyste - Girolle ferrugineuse - Trompette de la Mort - Chanterelle en tube - Chanterelle jaune - Chanterelle sinueuse - Chanterelle cendrée - Chanterelle noircissante - Russule charbonnière - Russule verdoyante (Palomet) - Russule jambon - Russule belette - Russule écrevisse - Russule grise - Russule dorée - Russule des épicéas - Agaric champêtre (Rosé-des-prés) - Agaric des jachères - Agaric géant des prés - Agaric des bois - Agaric des forêts - Agaric auguste - Agaric bispore (Champignon de Paris) - Amanite des Césars (Oronge) - Amanite rougissante (Golmotte) - Amanites vaginées (Coucoumelles) - Amanite safran - Amanite impériale - Vesse-de-loup perlée - Vesse-de-loup géante - Vesse-de-loup en poire - Vesse-de-loup en coupe - Vesse-de-loup ciselée - Vesse-de-loup des prés - Vesse-de-loup plombée - Hydne imbriqué (Écailleux) - Pied-de-mouton - Pied-de-mouton roux - Gomphide glutineux (Muffle-de-vache) - Guépinie en Helvelle - Sparassis crépu (Choux-fleur) - Clavaire Chou-Fleur - Coprin chevelu - Lépiote élevée (Coulemelle) - Lépiote mamelonnée - Lépiote déguenillée - Lactaire délicieux - Lactaire sanguin - Lactaire semi-sanguin - Clitocybe anisé - Clitopile petite prune (Meunier) - Clitocybe géotrope (Tête-de-moine) - Pézize orangée - Cortinaire remarquable - Laccaire améthyste - Laccaire bicolore - Laccaire laqué - Tricholome prétentieux - Tricholome terreux (Petit gris) - Tricholome colombette - Tricholome en touffes - Tricholome à gouttelettes (Argouanne) - Pied bleu - Pied violet - Lépiste sordide (Petit Pied-bleu) - Lépiste à odeur d'iris - Hygrophore des prés - Hygrophore des bois - Hygrophore limace (Morvelous) - Hygrophore russule (Vinassier) - Hygrophore de l'office - Helvelle crépue (Bonnet de capelan) - Helvelle lacuneuse - Limacelle tachetée - Oreille-de-judas | - Collybie à pied velouté - Pholiote du peuplier (Piboulade) - Pholiote changeante - Polypore en touffes (Poule des bois) - Pleurote en huître - Pleurote du Panicaut - Truffe de Bourgogne - Marasme des Oréades (Faux-Mousseron) - Cèpe de Bordeaux - Cèpe bronzé - Cèpe des pins - Bolet bai - Bolet à pied rouge - Bolet des chênes verts - Bolet dépoli - Bolet jaune (Nonnette voilée) - Bolet granulé (Pissacan) - Bolet châtain - Girolle - Girolle ferrugineuse - Trompette de la Mort - Chanterelle sinueuse - Chanterelle cendrée - Chanterelle en tube - Chanterelle jaune - Russule charbonnière - Russule écrevisse - Russule des épicéas - Agaric bispore (Champignon de Paris) - Agaric champêtre (Rosé-des-prés) - Agaric des jachères - Agaric géant des prés - Agaric des bois - Agaric des forêts - Amanite des Césars (Oronge) - Amanite rougissante (Golmotte) - Pied-de-mouton - Pied-de-mouton roux - Sparassis crépu (Choux-fleur) - Coprin chevelu - Lépiote élevée (Coulemelle) - Lépiote mamelonnée - Lépiote déguenillée - Lactaire délicieux - Lactaire sanguin - Lactaire semi-sanguin - Vesse-de-loup perlée - Vesse-de-loup en poire - Vesse-de-loup en coupe - Vesse-de-loup des prés - Vesse-de-loup plombée - Clitocybe anisé - Clitopile petite prune (Meunier) - Clitocybe géotrope (Tête-de-moine) - Pézize orangée - Laccaire améthyste - Laccaire bicolore - Laccaire laqué - Tricholome prétentieux - Tricholome terreux (Petit gris) - Tricholome colombette - Tricholome en touffes - Pied bleu - Pied violet - Lépiste sordide (Petit Pied-bleu) - Lépiste à odeur d'iris - Hygrophore des prés - Hygrophore limace (Morvelous) - Hygrophore russule (Vinassier) - Hygrophore de l'office - Helvelle crépue (Bonnet de capelan) - Helvelle lacuneuse - Oreille-de-judas | - Oreille-de-judas - Collybie à pied velouté - Pleurote en huître - Pleurote du Panicaut - Truffe noire - Truffe de Bourgogne - Bolet des chênes verts - Pied-de-mouton roux - Chanterelle en tube - Chanterelle jaune - Pied-de-mouton - Tricholome terreux (Petit gris) - Clitocybe géotrope (Tête-de-moine) - Lactaire semi-sanguin - Pied bleu - Pied violet - Lépiste sordide (Petit Pied-bleu) - Hygrophore limace (Morvelous) - Hygrophore russule (Vinassier) - Hygrophore de l'office |